# 노르웨이인
노르웨이인(-人)은 노르웨이 국적을 가진 사람들을 지칭하거나, 노르웨이어를 모어로 사용하는 노르드계 민족을 뜻한다. 노르웨이에는 사미인 같은 소수민족들이 존재하기 때문에, 보통 노르웨이인이라고 하면 노르웨이 민족 및 그 혈통을 가진 사람들을 말하는 뜻으로 사용되고 있다.

## 같이 보기
- 노르만인